# 123 f.Kr.

## Händelser

### Efter plats

#### Romerska republiken
- Gaius Gracchus väljs till tribun för första gången. Han väntar dock till efter att han har blivit återvald året därpå innan han driver igenom sina olika offentliga och agrara reformer som hans bror föreslagit redan 133 f.Kr.
- Aix-en-Provence grundas under namnet Aquae Sextiae av den romerske konsuln Sextius Calvinus.
- Lagen Lex Acilia repetundarum träder i kraft.

## Födda
- Quintus Sertorius, romersk general